# 스미스소니안 천체물리 천문대

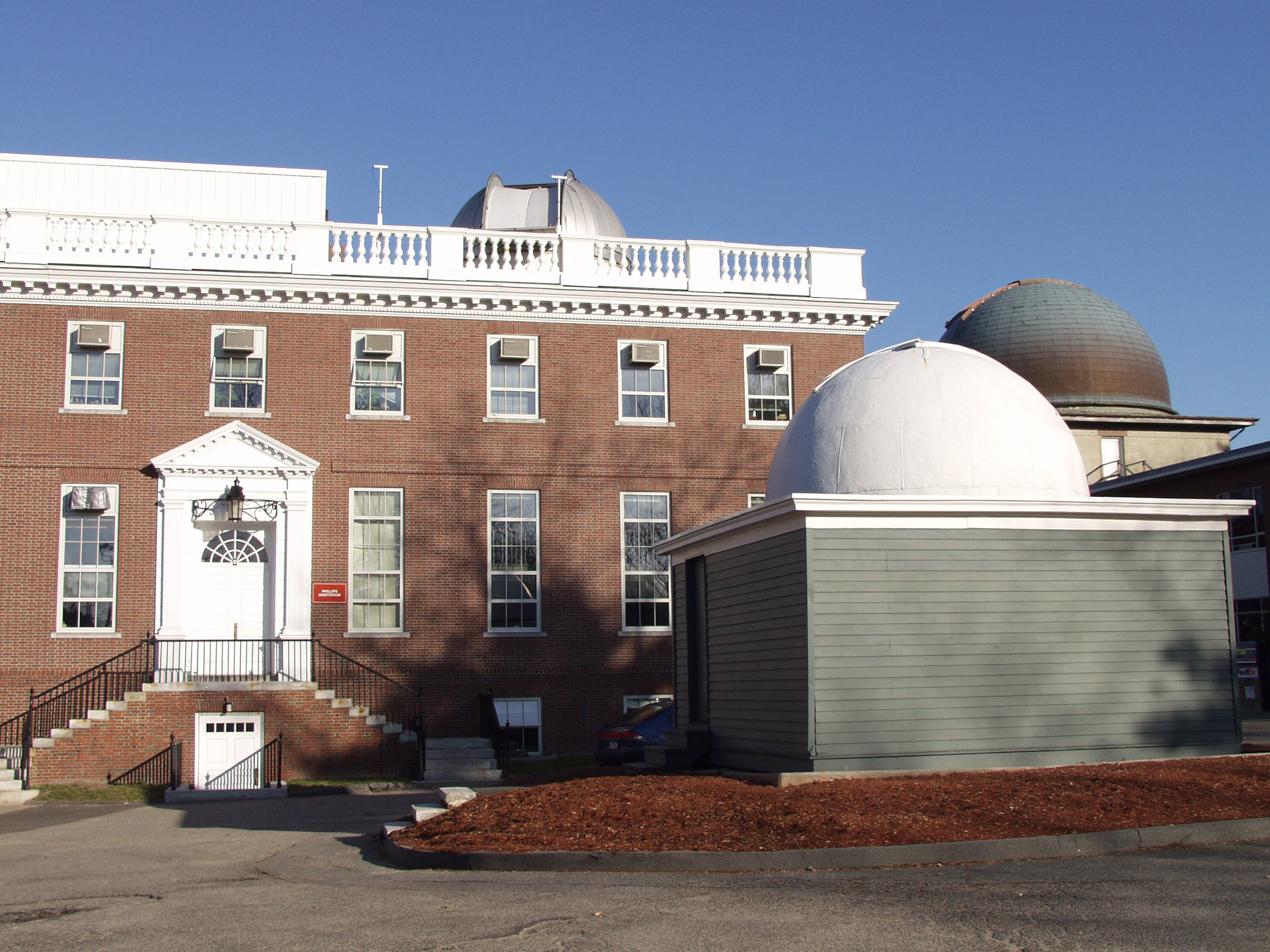
SAO 외관, 케임브리지, 매사추세츠

스미스소니언 천체물리 천문대( SAO )는 메사추세츠 주 캠브리지에 본사를 둔 스미스소니언 협회의 연구소로 하버드 대학교 천문대(HCO)와 연합하여 하버드-스미스소니언 천체물리학 센터(CfA)를 구성한다.

## 연혁
SAO는 1890년 새뮤얼 피어폰트 랭글리 스미스소니안에서 주로 태양 연구를 담당하는 세번째 부장)에 의해 주로 태양 연구를 위해 설립되었다. 랭글리는 오늘날 항공 분야의 개척자로 기억되고 있지만 그는 천문학자로 훈련되었으며 "천체물리학"을 별개의 분야로 인식한 최초의 미국 과학자이다. 랭글리는 볼로미터를 발명하고 태양으로부터 적외선을 발견했다.
1955년 SAO는 워싱턴 D.C.로부터 메사추세츠 주 캠브리지로 이전하여 하버드 대학교 천문대(HCO)와 제휴했다. 이 합병으로 인해 해당 기관은 직원, 시설 및 과학 범위를 확대 할 수 있었다. 이 새로운 시대의 SAO의 첫 번째 소장인 프레드 휘플 (Fred Whipple )은 SAO를 우주 과학 연구의 선구자이자 지도자로 세울 수있는 전세계 위성 추적 네트워크를 만들기위한 국가적 도전 과제를 수용했다.
관측소와 USAF 우주 추적 프로젝트(Project Space Track)은 위성 추적의 초기 시기(1957-1961)에 관측과 천문력을 공유했다.
1973년 스미스소니언과 하버드 간의 관계는 하버드-스미스소니안 천체물리학 센터의 공동 설립으로 강화되고 공식화되었다.

### 원격지 관측소
SAO는 수년 동안 여러 원격지 관측소를 운영 해 왔다.
| 관측소                            | 형식            | 위도    | 경도     | 표고(m) | 개관 | 폐관 | 좌표                                                     |
| --------------------------------- | --------------- | ------- | -------- | ------- | ---- | ---- | -------------------------------------------------------- |
| 캘리포니아, 윌슨 산               | 솔라            | 34º13'N | 118º56'W | 1737    | 1908 | 1920 | 북위 34° 13′ 서경 118° 56′  / 북위 34.217° 서경 118.933° |
| 노스 캐롤라아니, 험프 산          | 솔라            | 36º8'N  | 82º0'W   | 1500    | 1917 | 1918 | 북위 36° 8′ 서경 82° 0′  / 북위 36.133° 서경 82.000°     |
| 칠레, 칼라마                      | 솔라            | 22º28'S | 68º56'W  | 2250    | 1918 | 1920 | 남위 22° 28′ 서경 68° 56′  / 남위 22.467° 서경 68.933°   |
| 칠레, 몬테주마 산                 | 솔라            | 22º40'S | 68º56'W  | 2711    | 1920 | ?    | 남위 22° 40′ 서경 68° 56′  / 남위 22.667° 서경 68.933°   |
| 애리조나, 하쿠아할라 산           | 솔라            | 33º48'N | 113º20'W | 1721    | 1920 | 1925 | 북위 33° 48′ 서경 113° 20′  / 북위 33.800° 서경 113.333° |
| 캘리포니아, 테이블 산             | 솔라            | 34º22'N | 117º41'W | 2286    | 1925 | 1962 | 북위 34° 22′ 서경 117° 41′  / 북위 34.367° 서경 117.683° |
| 나미비아, 브루카로스 산           | 솔라            | 25º52'S | 17º48'E  | 1586    | 1926 | 1931 | 남위 25° 52′ 동경 17° 48′  / 남위 25.867° 동경 17.800°   |
| 이집트, 세인트 캐터린 산          | 솔라            | 28º31'N | 33º56'E  | 2591    | 1934 | 1937 | 북위 28° 31′ 동경 33° 56′  / 북위 28.517° 동경 33.933°   |
| 뉴멕시코, 버로 산                 | 솔라            | 32º40'N | 108º33'W | 2440    | 1938 | 1946 | 북위 32° 40′ 서경 108° 33′  / 북위 32.667° 서경 108.550° |
| 뉴멕시코, 오건 패스               | 우주 추적       | 32º25'N | 253º27'E |         |      |      | 북위 32° 25′ 서경 106° 33′  / 북위 32.417° 서경 106.550° |
| 남아프리카 공화국, 일리판츠폰테인 | 우주 추적       | 25º58'S | 28º15'E  |         |      |      | 남위 25° 58′ 동경 28° 15′  / 남위 25.967° 동경 28.250°   |
| 오스트레일리아, 우메라            | 우주 추적       | 31º06'S | 136º46'E |         |      |      | 남위 31° 06′ 동경 136° 46′  / 남위 31.100° 동경 136.767° |
| 스페인, 카디즈                    | 우주 추적       | 36º28'N | 353º48'E |         |      |      | 북위 36° 28′ 서경 6° 12′  / 북위 36.467° 서경 6.200°     |
| 이란, 시라즈                      | 우주 추적       | 29º38'N | 52º31'E  |         |      |      | 북위 29° 38′ 동경 52° 31′  / 북위 29.633° 동경 52.517°   |
| 네덜란드 서인도, 퀴라소           | 우주 추적       | 12º05'N | 291º10'E |         |      |      | 북위 12° 05′ 서경 68° 50′  / 북위 12.083° 서경 68.833°   |
| 플로리다, 주피터                  | 우주 추적       | 27º01'N | 279º53'E |         |      |      | 북위 27° 01′ 서경 80° 07′  / 북위 27.017° 서경 80.117°   |
| 하와이, 할리아칼라                | 우주 추적       | 20º43'N | 203º45'E |         |      |      | 북위 20° 43′ 서경 156° 15′  / 북위 20.717° 서경 156.250° |
| 아르헨티나, 릴라 돌로레스         | 우주 추적       | 31º57'S | 294º54'E |         |      |      | 남위 31° 57′ 서경 65° 06′  / 남위 31.950° 서경 65.100°   |
| 일본, 미타카                      | 우주 추적       |         |          |         |      |      |                                                          |
| 인디아, 나니타이                  | 우주 추적       |         |          |         |      |      |                                                          |
| 페루, 아레키파                    | 솔라, 우주 추적 |         |          |         |      |      |                                                          |
| 오크리지 천문대                   |                 |         |          |         |      |      |                                                          |

## SAO의 현재
현재 CfA의 300명 이상의 과학자들은 천문학, 천체 물리학, 지구 및 우주 과학, 과학 교육 분야의 광범위한 연구 프로그램에 종사하고 있다.
지구 궤도 관측소와 대형의 지상 기반 망원경의 개발, 천체 물리학 문제에 대한 컴퓨터의 적용, 및 실험실 측정과 이론 천체 물리학 및 전자기 스펙트럼 전반에 걸친 관측의 통합 등에 대한 선구자적인 노력은 우주에 대한 우리의 현재의 이해에 많은 기여를 했다.
찬드라 엑스선 천문대는 캠브리지의 SAO가 관리하고 운영한다. SAO는 또한 애리조나 대학과 함께 MMT 천문대를 관리한다.

## 천문대장
- 사무엘 피어폰트 랭글리 1890-1906[4]
- 찰스 그릴리 애벗 1906-1942[4]
- 로열 블레인 앨드리히 1942-1955년[4]
- 프레드 로렌스 휘플 1955-1973[4]
- 조지 B. 필드 1973년부터 1982년까지[4] (1973년의 하버드-스미스소니언 천체물리학 센터의 설립으로, SAO와 하버드 대학 천문대의 대장은 공동 직위가 되었다)
- 어윈 I. 샤피로 1982-2004[4]
- 찰스 R. 앨코크 2004-[5]

## 같이 보기
- 천문학회 목록